# Dinamo Vranje
FK Dinamo Vranje (serb: ФК Динамо Врање) – serbski klub piłkarski z miasta Vranje, utworzony w roku 1947. Obecnie występuje w serbskiej Srpska Liga Istok.